# St Paul’s School (London)
Koordinaten: 51° 29′ 18,2″ N, 0° 14′ 9,2″ W
Die St Paul’s School wurde 1509 in London von John Colet, dem Dekan der St Paul’s Cathedral, gegründet und gehört zu den neun Schulen, die im Public Schools Act von 1868 auf der Grundlage der Clarendon Commission genannt werden.

## Geschichte
Die Kathedrale hatte bereits seit dem Beginn des 12. Jahrhunderts eine Schule, aber diese war langsam verfallen. So gründete John Colet eine neue Schule auf einem Grundstück nördlich der Kirche. Er war der Sohn des wohlhabenden Sir Henry Colet (1430–1505), der als Kaufmann viel Geld verdient hatte und zweimal Lord Mayor of London war. John Colet war als einzig überlebendes Kind seiner Eltern alleiniger Erbe, er selbst lebte als Priester im Zölibat, so hinterließ er den größten Teil seiner Erbschaft der Schule. Die Schule konnte es sich erlauben, dass ihre ursprünglich 153 Schüler kein Schulgeld zahlen mussten. Die Schüler waren allerdings verpflichtet ihre eigene Wachskerze mitzubringen, was eine damals nicht unerhebliche Ausgabe war.
Das ursprüngliche Schulgebäude wurde im Großen Feuer von 1666 zerstört. Die Schule wurde 1670 neu erbaut. Ein weiterer Neubau erfolgte 1822 an der Cheapside. Aber London wuchs im 19. Jahrhundert sehr stark und so wurde in Hammersmith ein neues Schulgrundstück am Rande der Stadt gefunden. Das Gebäude an der Hammersmith Road 153 beherbergte die Schule von 1884 bis 1968. Dann zog die Schule in neue Gebäude, die in Barnes direkt neben der Hammersmith Bridge gebaut worden waren.
Während des Zweiten Weltkriegs diente die St Paul’s School ab Januar 1944 als Hauptquartier der 21st Army Group, eines militärischen Großverbands. Außerdem tagte hier eine Versammlung hochrangiger amerikanischer und britischer Militärs, um den D-Day beziehungsweise die Operation Overlord als Ganzes zu planen und vorzubereiten. Dabei waren unter anderem Winston Churchill, General Dwight Eisenhower und König George VI. anwesend.
1904 beschlossen die Verwalter der John Colet Foundation, die das aus dem Vermächtnis des Gründers hervorgegangene Vermögen des Schulgründers verwalteten, eine eigene Schule für Mädchen zu gründen. Die St Paul’s Girls’ School wurde am Brook Green in Hammersmith gegründet, wo sie sich noch heute befindet. Seit dem Jahr 1881 besitzt die Schule eine eigene Preparatory School Colet Court.
2011 begann ein grundlegender Umbau der Schule, der sich über mehrere Jahre erstreckt.

## Alte Sprachen
An der St Paul’s School werden Latein und Altgriechisch unterrichtet.

## Ehemalige Schüler
Die Schule hat eine große Zahl von bekannten ehemaligen Schülern, die Old Paulines genannt werden. Zu ihnen gehören:
- Sidney Bunting (1873–1936), südafrikanischer Politiker
- Gilbert K. Chesterton (1874–1936), Schriftsteller
- John Churchill, 1. Duke of Marlborough (1650–1722), englischer Feldherr
- George Dance der Jüngere (1741–1825), Architekt
- Bertrand Dawson, 1. Viscount Dawson of Penn (1864–1945), Mediziner
- Aurobindo Ghose (1872–1950), indischer Philosoph
- Thomas Gresham (1519–1579), Gründer der Londoner Börse
- John Milton (1608–1674), Dichter
- Bernard Montgomery (1887–1976), Feldmarschall
- Samuel Pepys (1633–1703), Beamter und Tagebuchautor
- Oliver Sacks (1933–2015), Neurologe
- Leonard Schapiro (1908–1983), Politikwissenschaftler
- Thomas Taylor (1758–1835), Schriftsteller und Übersetzer
- Efklidis Tsakalotos (* 1960), griechischer Finanzminister